# Antonio I Acciaiuoli
Antonio I Acciaiuoli (Atene, ... – gennaio 1435) è stato il secondo duca di Atene della famiglia Acciaiuoli.

## Biografia
Antonio era figlio illegittimo di Neri I Acciaiuoli e della sua amante Maria Rendiper questo motivo viene a volte indicato come "Antonio il Bastardo". Egli divenne duca di Atene alla morte del padre (1394), ma venne espulso in quello stesso primo anno di governo dalla Repubblica di Venezia. Durante la sua successiva carriera come duca dal 1402 alla sua morte, egli fu il terrore dei suoi vicini, ma mantenne i suoi domini in pace.
Secondo il testamento di suo padre egli avrebbe dovuto ereditare il castello di Livadia con i suoi territori annessi ed il governo della città di Tebe, mentre la città di Atene sarebbe andata alla chiesa della Maria Vergine del Partenone, nominando per questo esecutrice testamentaria la Repubblica di Venezia. Egli supportò Teodoro I Paleologo, despota di Morea, contro il despota dell'Epiro, Carlo I Tocco. Nel 1397 invase l'Attica con intenti espansionistici.
Nel 1400, Venezia nominò uno dei propri rappresentanti, Nicolò Vitturi, podestà di Atene. Nel 1402, Antonio assediò la città e ne prese possesso, venendo proclamato duca dalla popolazione. Nell'agosto di quell'anno, Venezia offrì 8000 Hyperpyron a supporto della città e nel novembre Tommaso Mocenigo venne inviato in Grecia per portare altri 1700 ducati. Nel gennaio o nel febbraio del 1403, Vitturi infine consegnò il castello ed il mese successivo Bernardo Foscarini, il balivo veneziano di Negroponte venne catturato in battaglia. Il 31 marzo 1405, venne siglato un trattato tra Antonio e Venezia.
La carriera di Antonio da allora fu avventurosa e militaresca. Nel 1406 egli prese possesso della Staria e nel 1410 aderì alle operazioni dei turchi ottomani per devastare la Nauplia veneziana. Nel 1419, venne siglata una pace tra i turchi e Venezia e pertanto Mehmed I chiese ad Antonio di cessare gli attacchi contro i veneziani. Nel 1423 fu in guerra al fianco di Teodoro II di Morea ed occupò Corinto.
Antonio non dimenticò mai le sue origini fiorentine e si impegnò per far divenire Atene una nuova capitale culturale: rinnovando i monumenti e distinguendosi come patrono delle lettere, incoraggiò la cavalleria. Il 7 agosto 1422, concesse dei privilegi ai mercanti fiorentini ad Atene. In quell'anno, Alfonso V d'Aragona nominò in qualità di nuovo duca un suo fidato, Tommaso Beraldo. Giovanni Acciaioli, zio di Antonio e arcivescovo di Tebe, che all'epoca si trovava a Roma, venne inviato a Venezia per cercare appellarsi al senato locale per la causa di Antonio, ma le sue preghiere vennero ignorate. Antonio morì di apoplessia nel gennaio del 1435 e lasciò il suo ducato ai suoi nipoti Neri II e Antonio II Acciaiuoli sotto la reggenza della vedova Maria Melissena la quale non gli aveva dato eredi.